# Carlos VIII de Francia
Carlos VIII de Francia (Amboise, 30 de junio de 1470-Amboise, 7 de abril de 1498), llamado el Afable o el Cabezudo, fue rey de Francia desde el año 1483 hasta su muerte, el séptimo y último rey en sucesión directa de la rama Valois de la dinastía de los Capetos. Fue el único hijo que no murió en la infancia del rey Luis XI de Francia y de su segunda esposa, Carlota de Saboya.
Habiéndose convertido en rey a la edad de trece años, fue puesto bajo la tutela de su hermana Ana, regente de Francia. A la edad de veintiún años (en 1491), se casó con Ana de Bretaña, preparando así la unión del ducado de Bretaña con el reino de Francia. Su reinado vio la pérdida de los condados de Artois, de Borgoña y de Rosellón, anexionados por su padre, Luis XI (1483). Su campaña militar (1494-1495) para conquistar el reino de Nápoles fue el punto de partida de las guerras italianas.

## Biografía

### Nacimiento y educación
Nacido el 30 de junio de 1470 en el Castillo de Amboise, Carlos de Valois fue el único hijo de Luis XI en pasar la edad de un año (de los cinco hijos que tuvo el rey, y después de dos hijas). Era de constitución frágil y el rey, ansioso por asegurar una sucesión, estaba más preocupado por su salud que por su educación. Así, le prohibió el estudio del latín, que él mismo había aprendido sin embargo a la edad de seis años, y eligió como tutor al humanista Guillaume Tardif. Hizo redactar un tratado histórico, político y ético para la educación del delfín, el Rosier des guerres. Afortunadamente para el Delfín, el rey también tomó a su servicio al mejor médico de la época, Jean Martin, gracias al cual, sin duda, Carlos conservó una buena salud.

### Instrumentalización política
Durante su infancia, Carlos desempeñó sobre todo el papel de instrumento de la política de su padre, a través de sucesivos compromisos matrimoniales. Primero, el 29 de agosto de 1475, el Tratado de Picquigny, que ponía fin a la guerra de los Cien Años, iba acompañado de una promesa de matrimonio entre Carlos e Isabel de York, hija de Eduardo IV de Inglaterra. Posteriormente, en 1477, después de la muerte de Carlos el Temerario, Luis XI tenía la intención de tomar bajo su tutela a su hija y heredera, María de Borgoña, y desposarla con Carlos para reunir los Estados de Borgoña con Francia. Sin embargo, María ya era soberana, capaz de reinar sobre sus Estados, y también tenía 13 años más que Carlos. Eligió casarse con el archiduque Maximiliano de Austria. Siguió una invasión de las posesiones de Borgoña por parte de las tropas francesas, una guerra que duró hasta finales de 1482. Pero la duquesa María murió accidentalmente, dejando dos niños pequeños. Maximiliano, que era solo su tutor y no el heredero, prefirió firmar el Tratado de Arras, que sellaba la paz, y ofreció a Margarita de Austria, de 3 años, hija de Maximiliano y de María, en compromiso con Carlos. Sin embargo, ese tratado era una violación del Tratado de Picquigny que estipulaba el matrimonio de Carlos con Isabel de York, lo que condujo a una nueva batalla anglo-francesa, durante la cual la armada francesa derrotó a los corsarios ingleses. Margarita de Borgoña, sin embargo, vivió en la corte de Francia con su novio, que la amaba mucho, pero a pesar de ello, por cálculo político, Carlos finalmente no se casó con ella.

### Preparación para el poder
Al final de la vida de Luis XI, Carlos y su prometida vivían confinados en Amboise, por orden de un padre que se había vuelto paranoico. Este último, sintiendo que se acercaba su fin, le inculcó algunas nociones de gobierno a partir de 1482. Le aconsejó retener a la mayoría del personal real para facilitar la transición (algo que él mismo no había hecho), incluido a su secretario principal Pierre I Brûlart y le pidió que aceptase la tutela de su hermana, Ana de Beaujeu. El rey Luis XI falleció el 30 de agosto de 1483 y Carlos se convirtió en rey a los 13 años como Carlos VIII.

### Rey de Francia

#### Ascenso al trono y consagración
Carlos ascendió al trono a la edad de 13 años a la muerte de su padre, Luis XI, el 30 de agosto de 1483. Era aún menor de edad y, de acuerdo con los deseos de su padre, fue puesto bajo la tutela de su hermana mayor, Ana de Francia, que entonces contaba 23 años, conocida como Ana de Beaujeu después de su matrimonio con Pedro de Borbón, señor de Beaujeu. Esa supervisión fue impugnada durante un tiempo por la Casa de Orleans, pero la reunión de los Estados Generales de Tours de enero a marzo de 1484 permitió el fortalecimiento del poder de la pareja de Beaujeu. La coronación del rey Carlos VIII tuvo lugar el 30 de mayo de 1484 en la catedral de Nuestra Señora de Reims.

#### Rebelión contra la regente
El gobierno de los regentes provocó una rebelión de los príncipes orquestada por el cuñado y sucesor del rey, el duque Luis II de Orleans (esposo de Juana de Valois), el futuro Luis XII, quien, con vistas a sustraer al rey de sus tutores, emprendió la conocida posteriormente como guerra loca. El 28 de julio de 1488, Luis de Orleans fue hecho prisionero en la batalla de Saint-Aubin-du-Cormier. Encarcelado durante tres años, fue indultado en 1491. Los primeros meses de la regencia vieron a los antiguos parientes de Luis XI adoptar actitudes muy diferentes. Si algunos, como Philippe de Commines, se pusieron del lado de Ana de Francia desde el principio, otros, más reservados como Imbert de Batarnay, esperaron unos meses el reforzamiento del poder de la familia de Beaujeu para unirse a ella.

#### Matrimonio con Ana de Bretaña

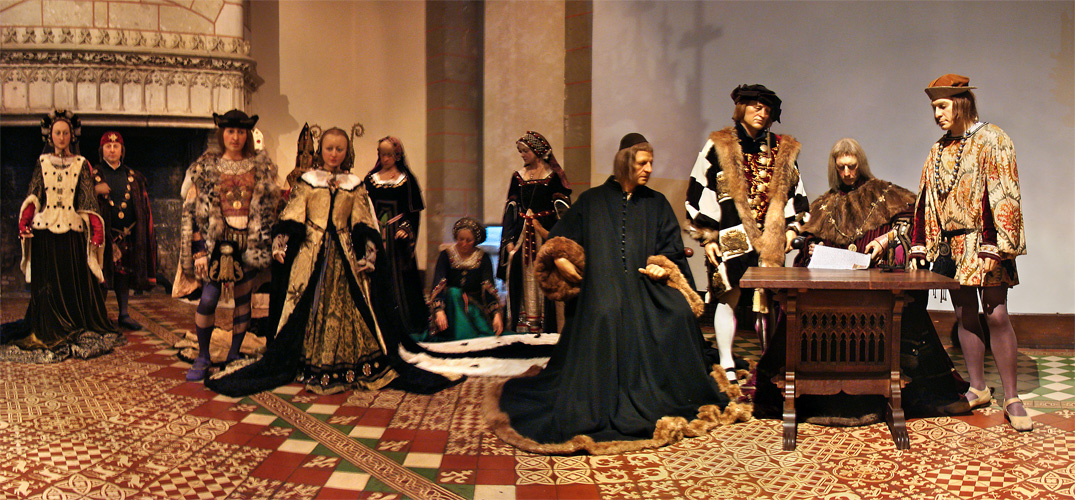
Reconstrucción del matrimonio de Carlos VIII con Ana de Bretaña en el castillo de Langeais.

En el oeste, la duquesa Ana de Bretaña, se había casado por poderes en Rennes el 19 de diciembre de 1490 con Maximiliano I de Habsburgo, lo cual le confirió el título de «reina de romanos», pero demostró tener serias consecuencias. Francia —con el propio Carlos comprometido con Margarita de Austria, hija de Maximiliano y de María de Borgoña—, se lo tomó como una provocación: no sólo violaba el tratado de Sablé, puesto que el rey de Francia no había dado su consentimiento, sino que además ponía el gobierno de Bretaña en manos de un enemigo de Francia. Por otra parte, el enlace se había llevado a cabo en una mala época: los Habsburgo estaban demasiado ocupados luchando en Hungría, como para dedicarle la atención debida a Bretaña. Aunque tanto Castilla como Inglaterra enviaron unas pocas tropas de refuerzo al ducado, ninguno deseaba verdaderamente entrar en guerra abierta con Francia. La primavera de 1491 trajo una nueva victoria para Carlos VIII al mando del general francés La Trémoille en el sitio de Rennes.
Como Maximiliano falló en asistir a su prometida, Rennes cayó en poder francés y tras largas negocaciones los regentes comprometieron a Ana finalmente con Carlos el 15 de noviembre en la capilla de los jacobinos de Rennes. La duquesa salió, escoltada por su propio ejército para dar a entender que consentía libremente en el enlace —lo que fue importante para la legitimidad del matrimonio, el Papa rechazó la fuerza, y para la anexión de Bretaña—, en dirección al castillo de Langeais, donde se celebraron las bodas de los dos prometidos el 6 de diciembre de 1491. El matrimonio de Ana con Maximiliano se anuló puesto que no había sido consumado. Carlos VIII acercó con ese enlace un importante ducado, ganaba la Bretaña, quedando Francia así convertida en «un hermoso reino, donde ya no tenía que temer a nadie», aun a costa de la enemistad del futuro emperador. Se debió anular el compromiso con Margarita de Austria (cosa que se había hecho en el Tratado de Arrás de 1482), debiendo devolver la dote aportada por ella, el Franco Condado, el Charolais y Artois. Margarita, que llevaba diez años viviendo en Francia bajo la tutela de Luis XI, fue devuelta a su padre y todos los asuntos quedaron resultos en el Tratado de Senlis de 1493.
Según Guyard de Belleville, el contrato de matrimonio de Ana de Bretaña con Carlos VIII incluía una cláusula singular de que, en caso de enviudar y siempre que no hubieran tenido descendientes masculinos, solo podía volver a casarse con el sucesor del rey; con eso se aseguraba más sólidamente la alianza de su ducado de Bretaña y la corona de Francia. Ninguno de los seis hijos habidos de la unión de Carlos con Ana de Bretaña sobrevivió. Carlos Orlando, el hijo mayor de Carlos VIII y de la reina Ana, duquesa de Bretaña, murió en 1495 a los 3 años. De modo que Ana se casará con Luis XII en 1499. El matrimonio no empezó con buenos auspicios inicialmente, pero permitió a Carlos liberarse de la tutela familiar y asumir las riendas del reino. El 8 de febrero de 1492, Ana fue coronada reina de Francia y consagrada en Saint-Denis. Su esposo le prohibió utilizar el título de duquesa de Bretaña y la reina residiría en el Clos Lucé, que Carlos adquirió para ella. Ana llevaba dos camas cuando fue a casarse, y el rey y la reina a menudo vivían separados. La prohibición de Carlos del uso del título de duquesa de Bretaña, se convirtió en la manzana de la discordia entre ambos. Cuando su esposo luchó en las guerras de Italia, la regencia la ejerció de nuevo su hermana, Ana de Beaujeu. Embarazada la mayor parte de su vida de casada, Ana vivió principalmente en los castillos de Amboise, Loches y Plessis o en las ciudades de Lyon, Grenoble o Moulins (cuando el rey estaba en Italia).

#### La conquista del reino de Nápoles: comienzo de las guerras italianas

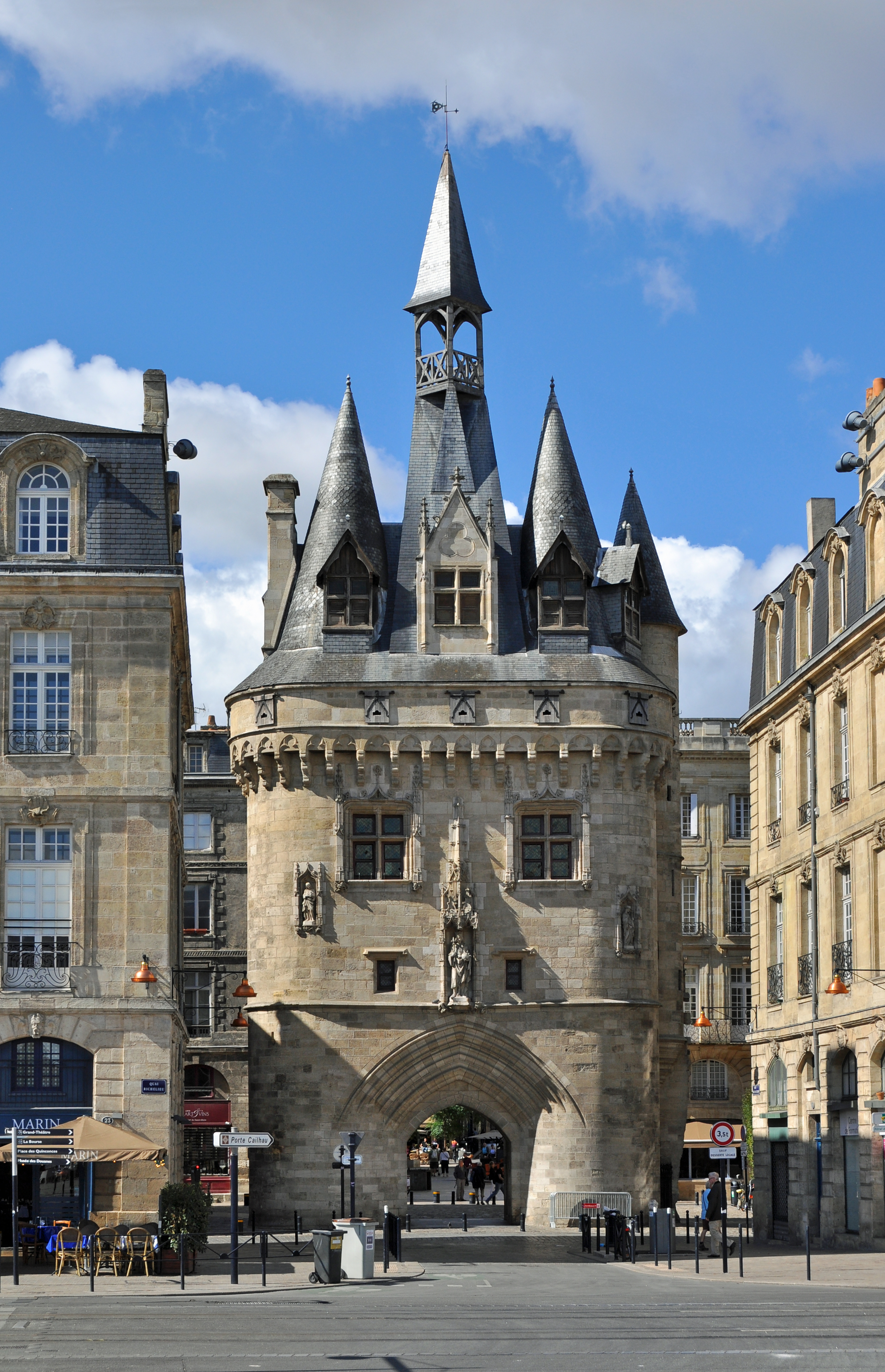
La Porte Cailhau en Burdeos, construida alrededor de 1496 en honor a la victoria de Carlos VIII en la batalla de Fornovo.

Debido a los conflictos existentes entre los diversos estados italianos, muchos nobles habían huido de los grandes principados de Roma, Venecia, Nápoles, Milán y Florencia y habían encontrado acomodo en la corte francesa. Ellos animaron a Carlos a intervenir en las luchas intestinas italianas, reivindicando sus derechos a Nápoles, adquiridos por su abuela, María de Anjou, contra las pretensiones del rey Fernando II de Aragón.
Joven y ambicioso, Carlos VIII quería conquistar el reino de Nápoles y por ello realizó movimientos diplomáticos y concesiones territoriales y financieras para congraciarse con todos sus vecinos y tener plena libertad en Italia: firmó, en 1492, el tratado de Etaples con Enrique VII de Inglaterra; en 1493, el tratado de Barcelona con el rey de Aragón Fernando II; y el Tratado de Senlis ya mencionado con Maximiliano de Austria que conllevó la restitución de la dote de Margarita al Sacro Imperio.
A la muerte del rey Fernando I de Nápoles en 1494, Carlos VIII, al frente de un ejército de unos 30 000 hombres, penetró en Italia en agosto de 1494. Ese fue el comienzo de la primera guerra italiana (1494-1497). Contra una débil resistencia, los franceses entraron en Florencia en noviembre y en Roma en diciembre.
El éxito de la expedición fue un revulsivo en la península itálica, la indiscutible superioridad de la artillería francesa y la violencia de los combates provocaron una auténtica revolución en la guerra en los tiempos modernos. Los franceses estaban en Nápoles en febrero de 1495. Sin embargo, en marzo, bajo el impulso de Fernando II de Aragón y del papa Alejandro VI, se constituyó la Liga de Venecia, una alianza casi general contra Francia. Las tropas francesas estaban abrumadas.
El regreso a Francia de Carlos VIII fue peligroso. Logró cruzar los Apeninos, sin embargo, y, ganando por poco la batalla de Fornovo, logró escapar de sus enemigos.
El duque Luis de Orleans, sitiado en Novara debido a sus pretensiones sobre el ducado de Milán, se encontraba en muy mala posición ya que su ejército estaba asolado por el hambre y las enfermedades. La situación se resolvió gracias a la llegada del ejército real que negoció con las tropas italianas coaligadas, las discusiones desembocaron en la firma de una tregua que se prorrogó por el Tratado de Verceil en octubre de 1495.
Carlos VIII alcanzó el reino de Francia llegando a Grenoble a finales del mismo mes y, a pesar de sus persistentes ambiciones italianas, no volvió a cruzar los Alpes. A principios de 1497, el ejército francés que permanecía en Nápoles capituló ante el capitán español Gonzalo de Córdoba, conocido como «el Gran Capitán».
En su ciudad real de Amboise, Carlos completó notablemente la renovación del castillo real y la ornamentación de la capilla de Saint-Hubert. También hizo construir allí el dominio real de Château-Gaillard.

#### Muerte accidental en Amboise

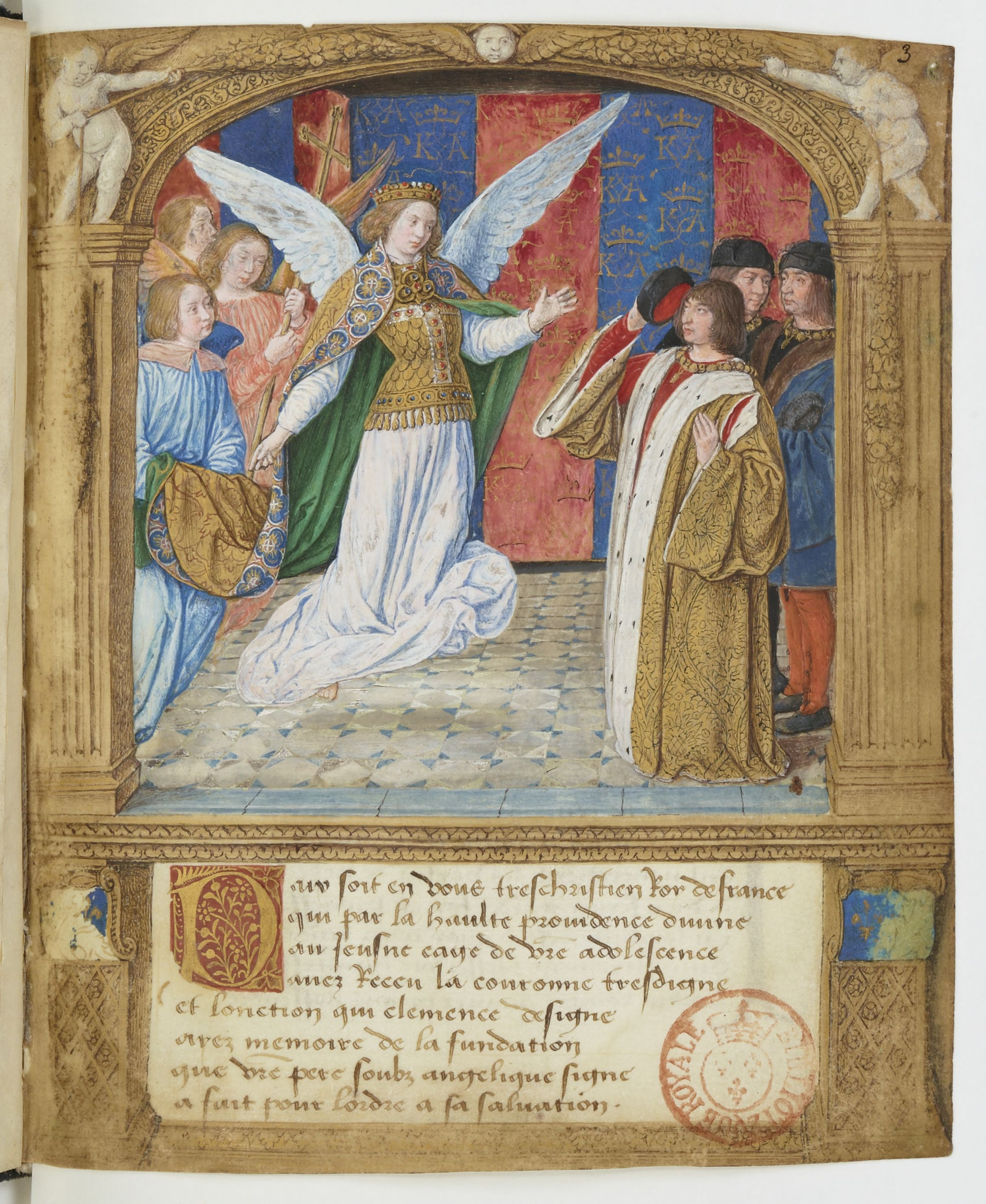
El arcángel Miguel se aparece a Carlos VIII.
Statuts de l'ordre de Saint-Michel, iluminación atribuida a Jean Hey, Paris, BNF, département des manuscrits, ms. Français, vers 1493-1494.

El 7 de abril de 1498, la reina se recuperaba en el Castillo de Amboise de su último parto del 20 de marzo: otro niño que nació muerto. Para distraerla, Carlos la llevó a ver un jeu de paume (antecedente de un partido de tenis) en el foso del castillo. Acelerando el paso, el rey se golpeó violentamente la cabeza contra el dintel de piedra de una puerta baja. Se tambaleó pero no perdió el conocimiento, yendo a acomodarse para el espectáculo del juego que observó largo tiempo, pero alrededor de las dos de la tarde, se derrumbó en el suelo. No podía hablar. Se tumbó en un colchón esperando a los médicos, permaneció allí durante nueve horas hasta su muerte.
Durante esas nueve horas, sus médicos intentaron salvarlo. Según las memorias de Philippe de Commines, recuperó el habla tres veces durante ese período y sus allegados creyeron oírle decir más o menos claramente: «Dios mío y la gloriosa Virgen María, monseñor san Claude y Monseñor San Blas socórreme» («Mon Dieu et la glorieuse Vierge Marie, Monseigneur Saint Claude et Monseigneur saint Blaise me soient en aide»). El rey Carlos VIII falleció la noche del 7 de abril tras de quince años de reinado, a la edad de 27 años, sin haber tenido sobrevivido ningún descendiente masculino con Ana. Su primo segundo Luis de Orleans, de treinta y seis años, lo sucedió y se convirtió en el rey Luis XII.
Existen muchas hipótesis sobre la causa de su muerte. El obispo de Angers, habla de «catarro -término usado a veces en la época como sinónimo de apoplejía- que le cayó en la garganta». Ese «... que le cayó en su garganta» puede significar trastornos de la deglución o trastornos respiratorios, pero también la pérdida del habla.
En la semana anterior al accidente del dintel, Carlos se había quejado de síntomas que sugerían una hipertensión arterial, causa de accidentes cerebrovasculares. Sin embargo, el cuadro clínico es similar al de un accidente vascular cerebral, ya sea por trombosis, o por hemorragia o hematoma intracraneal. Un accidente cerebrovascular puede causar pérdida de conciencia, afasia si afecta el área temporal izquierda y luego se caracteriza por una parálisis más o menos completa del lado derecho. Dicha hemorragia (hematoma subdural) a menudo se debe a un traumatismo craneoencefálico, generalmente seguido de un período de latencia y luego de afectación neurológica, cuyos síntomas dependen de la ubicación del hematoma.
Ningún relato contemporáneo menciona parálisis, incluso parcial, o convulsiones. Pero Jean Markale menciona «un ataque de hemiplejia temporal» en la primavera de 1497.. Es posible que igual haya sufrido un ataque epiléptico, el «haut mal» que en su momento se creía era obra del demonio y que asustaba tanto a los médicos y demás personas que nadie tocaba a esos enfermos, particularmente a la luz de sus antecedentes familiares. Sin embargo, en el caso de daño neurológico, las crisis epilépticas, sin ser sistemáticas, no son una rareza.
Carlos VIII habría muerto, por tanto, a consecuencia de un traumatismo craneoencefálico que le provocó un ictus con hematoma subdural y daño neurológico.

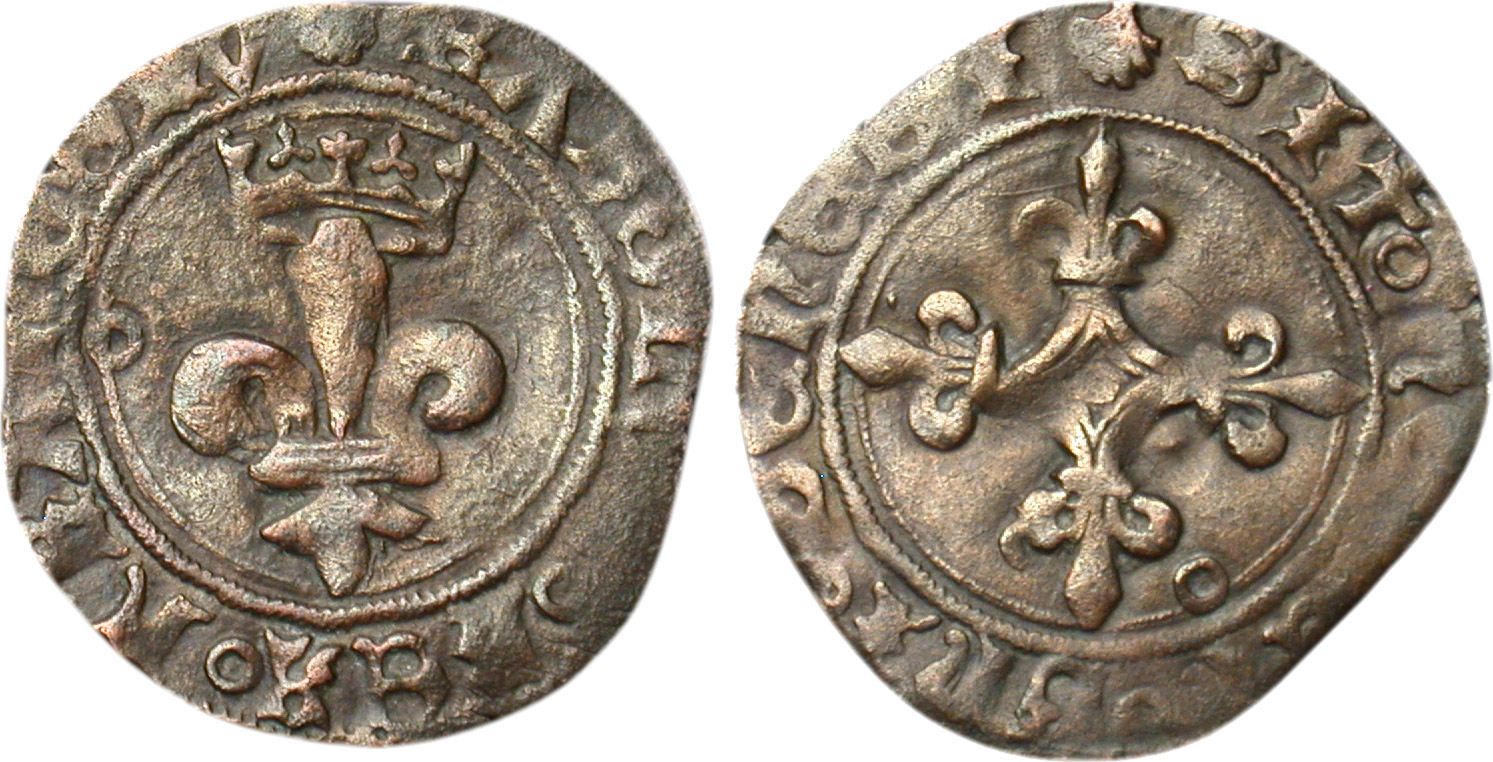
Doble tournois o niquet bajo Carlos VIII.
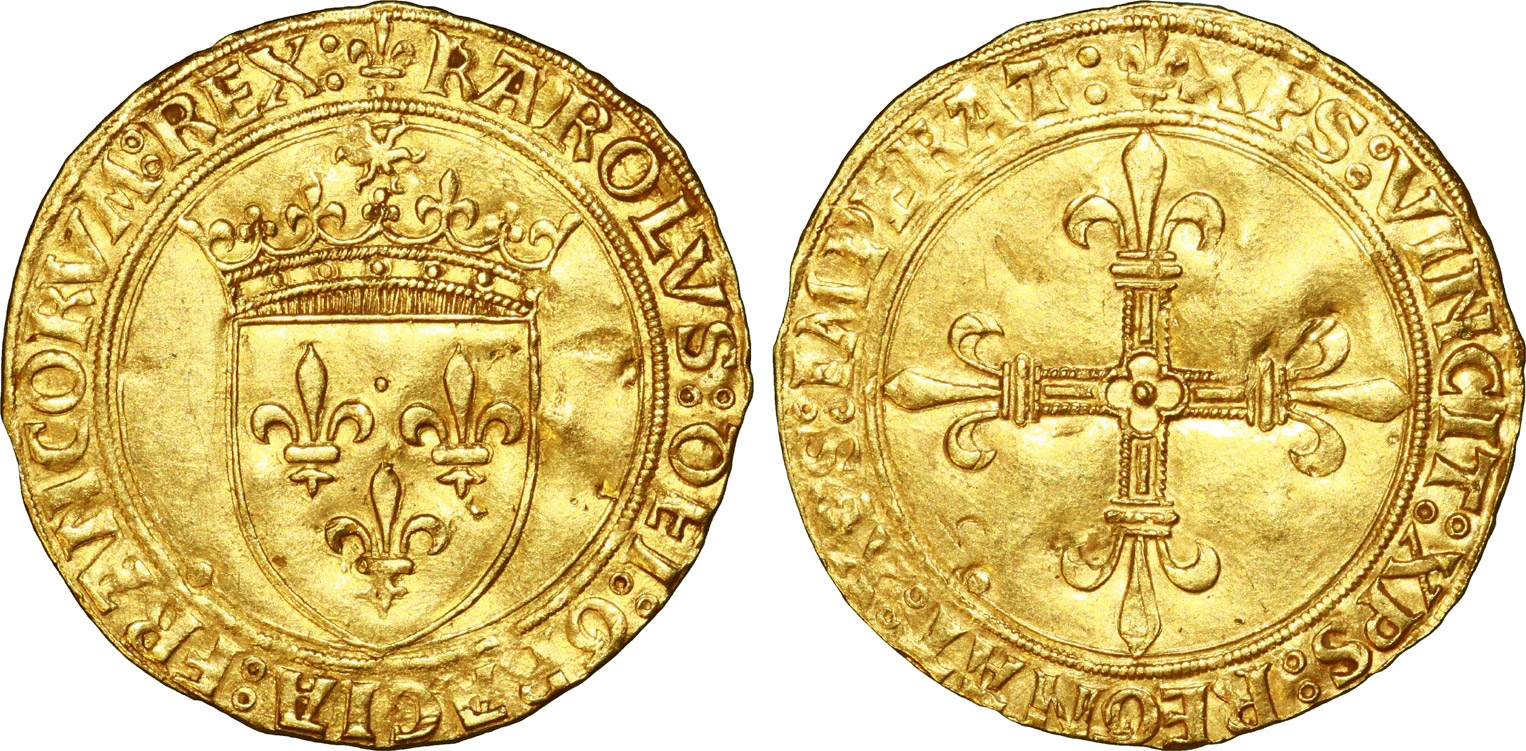
Escudo de oro al sol bajo Carlos VIII.
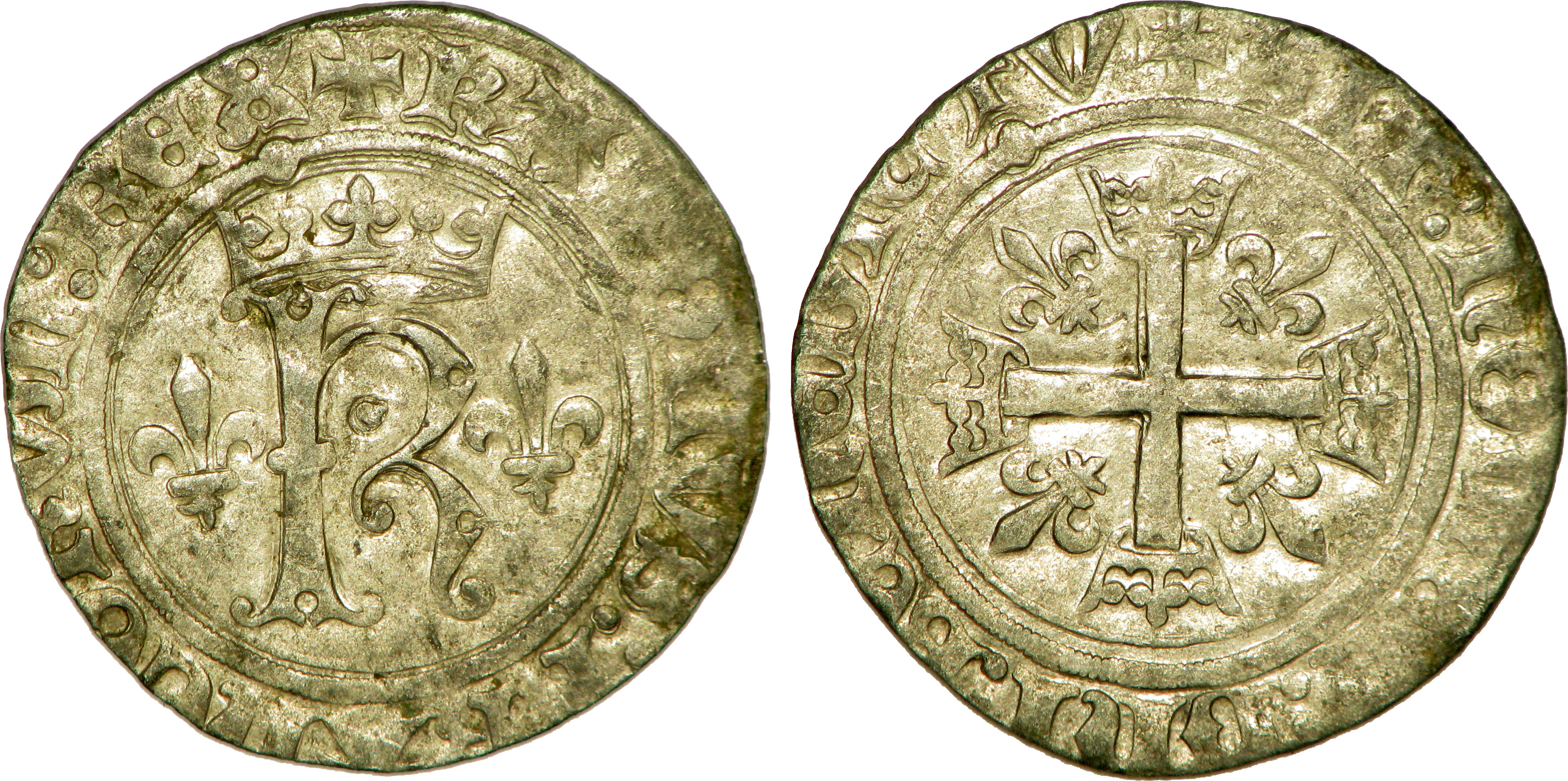
Karolus o dizain bajo Carlos VIII.

### Funeral y entierro
Las celebraciones fúnebres fueron grandiosas, congregaron a un gran número de personas y se prolongaron hasta el 1 de mayo de 1498, día de la clausura de la tumba.
Tras su muerte, la sucesión pasó a manos de su primo y heredero, Luis de Orleans, coronado rey con el nombre de Luis XII, quien anuló su matrimonio con Juana de Valois (quien fundó la orden de la Anunciada y fue canonizada en 1950) para casarse con la viuda de su primo, Ana de Bretaña.

### Descendencia
Ana y Carlos tuvieron seis hijos, tres de los cuales nacieron muertos, pero ninguno sobrevivió:
- Carlos Orlando (1492-1495); delfín de Viennois al nacer.
- Francisco (Courcelles, agosto de 1493), nacido prematuramente. Está enterrado en la iglesia de Notre-Dame de Cléry.
- Niño nacido muerto (1495).
- Carlos (Plessis-lès-Tours, de septiembre de 1496-muerto el 2 de octubre de 1496), delfín de Viennois al nacer.
- Francisco (nacido y fallecido en julio de 1497), delfín de Viennois al nacer.
- Ana de Francia (Tours, nacida y fallecida el 20 de marzo de 1498).

Carlos VIII habría tenido cinco hijas naturales: Cristina, Francisca, Carlota, Luisa y Margarita. Pero en este tema faltan las pruebas de filiación.

### Tumba

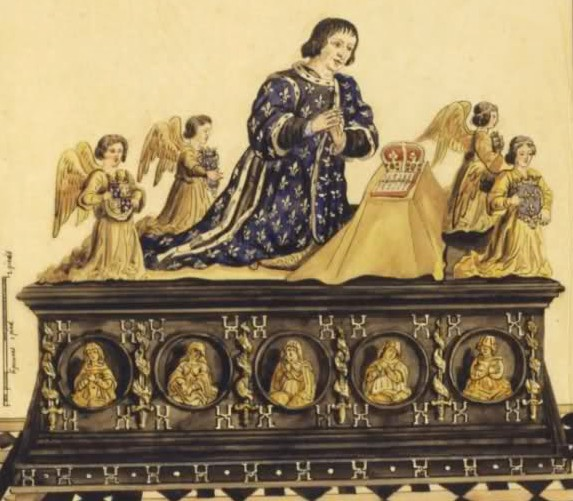
Tumba de Carlos VIII (colección François Roger de Gaignières)

Carlos VIII fue enterrado en la basílica de Saint-Denis mientras que su corazón fue trasladado a la basílica de Notre-Dame de Cléry, para que pudiera estar cerca de sus padres, Luis XI y Carlota de Saboya. La tumba de Carlos VIII fue una de las más ricas de Saint-Denis, realizada en gran parte en bronce dorado y esmalte. Como todas las tumbas que no eran de piedra, fue fundida por los revolucionarios en 1792. Los últimos vestigios desaparecieron en 1793.
Carlos VIII no fue enterrado en la capilla que había establecido Carlos V, que se había convertido en la capilla de Saint-Jean-Baptiste, la capilla de los «reyes Carlos», como su nombre podría haber predispuesto. No había lugar en esa capilla. Fue enterrado en uno de los lugares mejor expuestos de la iglesia: en el crucero del transepto, al noroeste del altar mayor. Ese sector no había conocido ninguna modificación desde el entierro de Juana II de Navarra a los pies de su padre, Luis X, en 1349.
La reina Ana de Bretaña supervisó el diseño de la tumba y luego las obras. La ejecución fue confiada a Guido Mazzoni, «caballero, pintor e iluminador» que Carlos VIII había traído de sus conquistas italianas y que había entrado al servicio de Luis XII. De hecho, la tumba superó a todas las demás en Saint-Denis por sus dimensiones y su suntuosa ornamentación. El monumento medía 8½ pies de largo y 4½ pies de ancho. Dominaba a las estatuas yacentes medievales frente a las cuales se colocaba. La estatua monumental en bronce dorado representaba al rey orante. Iba recubierto con el vestido azul con flores de lis doradas realizadas en esmalte.
La base rectangular estaba decorada con figuras femeninas en medallones —como en la tumba de Francisco II de Bretaña en Nantes—. Cintas de «K» entrelazadas se desenrollan entre estas figuras femeninas, alrededor de la base. El emblema personal de Carlos VIII (espada flamígera o palmeada) también adornaba la tumba. En las cuatro esquinas del basamento, ángeles en bronce policromado portaban escudos con las armas de Francia (azul con tres flores de lis de oro) y de Nápoles y Jerusalén cuarteadas (cuarteladas en 1 y 4 sembradas con flor de lis de oro con etiqueta de gules y, en 2 y 3, plata con cruz potenciada de oro, cantonada con cuatro crucetas del mismo).
Esta tumba influyó en las posteriores realizaciones de la basílica, en particular por la representación del soberano en oración, sin corona. Será retomada en el siglo XVI en las tumbas en tránsito (Luis XII, Francisco I y Enrique II).
El corazón de Carlos VIII se llevó a la basílica de Notre-Dame de Cléry donde descansaban sus padres. En 1873, fue encontrado bajo el pavimento de la colegiata. Una losa ofrecida en 1892 por la Sociedad Arqueológica francesa lo marca desde entonces la ubicación.

### Divisa
En 1492, Carlos VIII tomó como lema la fórmula «Más que otro» ("Plus qu'aultre"), es por ejemplo visible en el frontispicio de «Le Livre des faiz monseigneur saint Loys». La interpretación propuesta por la historiadora Yvonne Labande Mailfert es que el rey de Francia quería entonces mostrar a todos su deseo de ir a la cruzada. Y así hacer por la cristiandad aún más de lo que hicieron los soberanos ibéricos, que acababan de culminar la Reconquista con la toma de Granada.

## Visiones del reinado

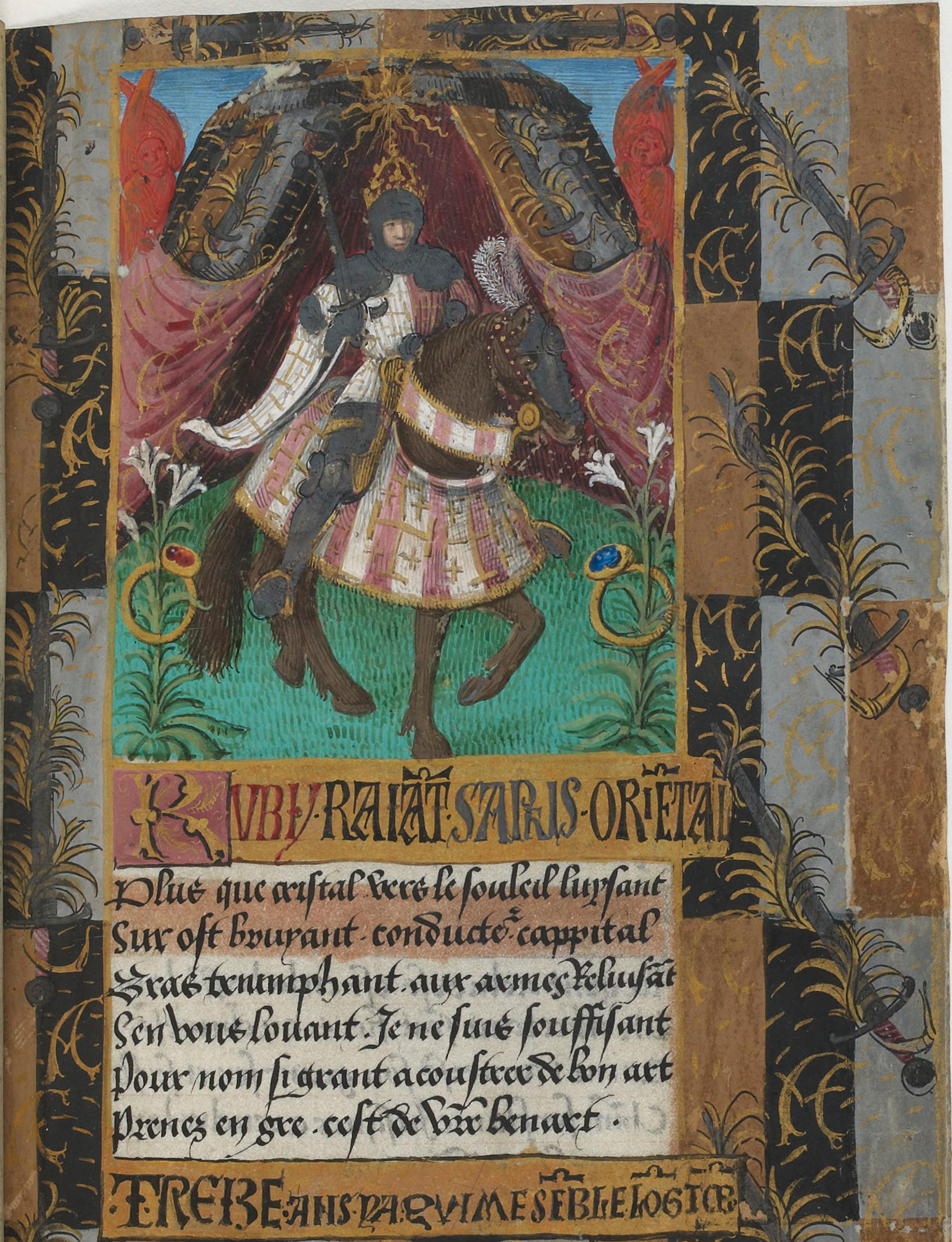
« Imperant Roy portant tripple coronne », Jean Bénart, Louanges de Charles VIII, iluminador anónimo, 1497 (Paris, BnF, département des manuscrits, ms. 2228, folio 1)

La figura de Carlos VIII ha conocido desde siempre un trato severo. Ya en su época, tuvo la imagen de un joven rey frágil e inestable cuyo feo retrato físico correspondía en todos los sentidos con el de su mente deficiente. Es lo que se desprende de las descripciones utilizadas por los historiadores, la de Philippe de Commines en sus Mémoires o incluso en los escritos del embajador veneciano Zaccaria Contarini. El siglo XIX francés experimentó una importante producción histórica y el estudio de Carlos VIII no fue una excepción. El reconocido historiador Jules Michelet en su Histoire de France le otorgó un lugar en la novela nacional. Carlos VIII fue el rey que se dedicó a las guerras de Italia, con eso encendió la chispa que permitió que la cultura italiana se encontrase con la civilización francesa y así provocó el fuego del Renacimiento.
Las obras de Paul Pélicier en 1882 y luego de Delaborde en 1888 son obras de erudición que no cambiaron la imagen del reinado de Carlos VIII. La visión dominante en la historiografía era la de un período de insuficiencia real. Este soberano inmaduro y mal aconsejado habría derrochado las energías del reino en la «Empresa Italiana», una aventura caballeresca irracional. De hecho, Carlos VIII, con el fin de lanzarse de lleno a las guerras italianas, había cedido tierras a soberanos extranjeros en los tratados de Étaples (1492), de Barcelona (1493) y de Senlis (1493), lo que fue contrario al proceso de construcción territorial del reino, fruto de la política de su padre, Luis XI.
Habrá que esperar hasta la segunda mitad del siglo XX para ver surgir una nueva historiografía sobre él. Yvonne Labande-Mailfert fue sin duda una pionera en este proceso y, desde entonces, otros historiadores han seguido su ejemplo. La historiadora rehabilitó tanto el retrato moral de Carlos VIII como sus acciones políticas explicándolas en su contexto intelectual y político (entre otros en el capítulo denominado «Los orígenes de las guerras italianas y la voluntad del rey»). Recuerda que no se debe transponer la actual racionalidad política al mundo de finales del siglo XV.
Los profetas y predicadores eran entonces detentadores de un poder importante en las cortes principescas. Las expectativas mesiánicas eran muy fuertes en torno a Carlos VIII, muchos autores habían depositado en él su esperanza de una Reforma de la Iglesia y llegaron a augurarle un futuro imperial. El ambiente en el que se desenvolvía Carlos VIII tuvo, pues, una lógica interna que una reflexión marcada por una interpretación determinista de la historia no puede comprender. Es en particular teniendo en cuenta este marco que los historiadores del siglo XXI desarrollan su reflexión.
Sobre su reinado Maurois ha escrito: 

Durante su reinado no cesaron las disputas que venían de lejos entre los nobles, por ello el pueblo muestra cada vez más su cansancio con los residuos del feudalismo aún existentes. Quizá sea en este reinado donde se encuentra el embrión de la futura Francia, ya que un Philippe Pot, diputado de los Estados Generales, llega a decir: "El Estado pertenece al pueblo... El pueblo soberano crea los reyes mediante su sufragio... Los reyes lo son, no para sacar provecho del pueblo y enriquecerse a sus expensas, sino para enriquecerle y hacerle feliz, olvidando ellos sus propios intereses. Si a veces hacen lo contrario, son unos tiranos..."'
Historia de Francia, Madrid: Editorial Surco, 1951.

## En la cultura popular

### Cine y televisión
- 1924: Yolanda de Robert G. Vignola con Johnny Dooley.
- 1964: Bayard de Claude Pierson con Philippe Drancy.
- 1977: Les Borgia ou le sang doré d’Alain Dhénaut con Georges Ser.
- 1981: The Borgias de Brian Farnham con Andrew Dunford.
- 1988: Sans peur et sans reproche de Gérard Jugnot con Patrick Timsit.
- 2011: 
  - The Borgias de Neil Jordan con Michel Muller.
  - Borgia de Tom Fontana con Simon Larvaron.
- 2012: Isabel de Jordi Frades con Héctor Carballo.[37]
- 2019: Anne de France ou l'honneur des Bourbons de Benjamin Lehrer y David Jankowski, episodio de Secrets d'Histoire con Marius Tuzelet.

## Ancestros
| \| \| \| \| \| \| \| \| \| \| \| \| \| \| \| \| \| \| \| \| 16. Rey Carlos V de Francia \| \| \| \| \| \| \| \| \| \| \| \| \| \| \| \| \| \| \| \| \| \| \| \| \| \| \| \| \| \| \| \| \| \| \| \| \| \| \| \| \| \| \| \| \| \| \| \| \| \| \| \| \| \| 8. Rey Carlos VI de Francia \| \| \| \| \| \| \| \| \| \| \| \| \| \| \| \| \| \| \| \| \| \| \| \| \| \| \| \| \| \| \| \| \| \| \| \| \| \| \| \| \| \| \| \| \| \| \| \| \| \| \| \| \| \| 17. Princesa Juana de Borbón \| \| \| \| \| \| \| \| \| \| \| \| \| \| \| \| \| \| \| \| \| \| \| \| \| \| \| \| \| \| \| \| \| \| \| \| \| \| \| \| \| \| \| \| \| \| \| \| \| \| \| \| \| \| 4. Rey Carlos VII de Francia \| \| \| \| \| \| \| \| \| \| \| \| \| \| \| \| \| \| \| \| \| \| \| \| \| \| \| \| \| \| \| \| \| \| \| \| \| \| \| \| \| \| \| \| \| \| \| \| \| \| \| \| \| \| 18. Duque Esteban III de Baviera \| \| \| \| \| \| \| \| \| \| \| \| \| \| \| \| \| \| \| \| \| \| \| \| \| \| \| \| \| \| \| \| \| \| \| \| \| \| \| \| \| \| \| \| \| \| \| \| \| \| \| \| \| \| 9. Princesa Isabel de Baviera-Ingolstadt \| \| \| \| \| \| \| \| \| \| \| \| \| \| \| \| \| \| \| \| \| \| \| \| \| \| \| \| \| \| \| \| \| \| \| \| \| \| \| \| \| \| \| \| \| \| \| \| \| \| \| \| \| \| 19. Princesa Tadea Visconti \| \| \| \| \| \| \| \| \| \| \| \| \| \| \| \| \| \| \| \| \| \| \| \| \| \| \| \| \| \| \| \| \| \| \| \| \| \| \| \| \| \| \| \| \| \| \| \| \| \| \| \| \| \| 2. Rey Luis XI de Francia \| \| \| \| \| \| \| \| \| \| \| \| \| \| \| \| \| \| \| \| \| \| \| \| \| \| \| \| \| \| \| \| \| \| \| \| \| \| \| \| \| \| \| \| \| \| \| \| \| \| \| \| \| \| 20. Rey Luis I de Anjou \| \| \| \| \| \| \| \| \| \| \| \| \| \| \| \| \| \| \| \| \| \| \| \| \| \| \| \| \| \| \| \| \| \| \| \| \| \| \| \| \| \| \| \| \| \| \| \| \| \| \| \| \| \| 10. Rey Luis II de Nápoles \| \| \| \| \| \| \| \| \| \| \| \| \| \| \| \| \| \| \| \| \| \| \| \| \| \| \| \| \| \| \| \| \| \| \| \| \| \| \| \| \| \| \| \| \| \| \| \| \| \| \| \| \| \| 21. Princesa María de Blois-Châtillon \| \| \| \| \| \| \| \| \| \| \| \| \| \| \| \| \| \| \| \| \| \| \| \| \| \| \| \| \| \| \| \| \| \| \| \| \| \| \| \| \| \| \| \| \| \| \| \| \| \| \| \| \| \| 5. Princesa María de Anjou \| \| \| \| \| \| \| \| \| \| \| \| \| \| \| \| \| \| \| \| \| \| \| \| \| \| \| \| \| \| \| \| \| \| \| \| \| \| \| \| \| \| \| \| \| \| \| \| \| \| \| \| \| \| 22. Rey Juan I de Aragón \| \| \| \| \| \| \| \| \| \| \| \| \| \| \| \| \| \| \| \| \| \| \| \| \| \| \| \| \| \| \| \| \| \| \| \| \| \| \| \| \| \| \| \| \| \| \| \| \| \| \| \| \| \| 11. Princesa Yolanda de Aragón \| \| \| \| \| \| \| \| \| \| \| \| \| \| \| \| \| \| \| \| \| \| \| \| \| \| \| \| \| \| \| \| \| \| \| \| \| \| \| \| \| \| \| \| \| \| \| \| \| \| \| \| \| \| 23. Princesa Violante de Bar \| \| \| \| \| \| \| \| \| \| \| \| \| \| \| \| \| \| \| \| \| \| \| \| \| \| \| \| \| \| \| \| \| \| \| \| \| \| \| \| \| \| \| \| \| \| \| \| \| \| \| \| \| \| 1. Carlos VIII de Francia \| \| \| \| \| \| \| \| \| \| \| \| \| \| \| \| \| \| \| \| \| \| \| \| \| \| \| \| \| \| \| \| \| \| \| \| \| \| \| \| \| \| \| \| \| \| \| \| \| \| \| \| \| \| 24. Conde Amadeo VII de Saboya \| \| \| \| \| \| \| \| \| \| \| \| \| \| \| \| \| \| \| \| \| \| \| \| \| \| \| \| \| \| \| \| \| \| \| \| \| \| \| \| \| \| \| \| \| \| \| \| \| \| \| \| \| \| 12. Duque Amadeo VIII de Saboya \| \| \| \| \| \| \| \| \| \| \| \| \| \| \| \| \| \| \| \| \| \| \| \| \| \| \| \| \| \| \| \| \| \| \| \| \| \| \| \| \| \| \| \| \| \| \| \| \| \| \| \| \| \| 25. Princesa Bona de Berry \| \| \| \| \| \| \| \| \| \| \| \| \| \| \| \| \| \| \| \| \| \| \| \| \| \| \| \| \| \| \| \| \| \| \| \| \| \| \| \| \| \| \| \| \| \| \| \| \| \| \| \| \| \| 6. Duque Luis de Saboya \| \| \| \| \| \| \| \| \| \| \| \| \| \| \| \| \| \| \| \| \| \| \| \| \| \| \| \| \| \| \| \| \| \| \| \| \| \| \| \| \| \| \| \| \| \| \| \| \| \| \| \| \| \| 26. Duque Felipe II de Borgoña \| \| \| \| \| \| \| \| \| \| \| \| \| \| \| \| \| \| \| \| \| \| \| \| \| \| \| \| \| \| \| \| \| \| \| \| \| \| \| \| \| \| \| \| \| \| \| \| \| \| \| \| \| \| 13. Princesa María de Borgoña \| \| \| \| \| \| \| \| \| \| \| \| \| \| \| \| \| \| \| \| \| \| \| \| \| \| \| \| \| \| \| \| \| \| \| \| \| \| \| \| \| \| \| \| \| \| \| \| \| \| \| \| \| \| 27. Condesa Margarita III de Flandes \| \| \| \| \| \| \| \| \| \| \| \| \| \| \| \| \| \| \| \| \| \| \| \| \| \| \| \| \| \| \| \| \| \| \| \| \| \| \| \| \| \| \| \| \| \| \| \| \| \| \| \| \| \| 3. Princesa Carlota de Saboya \| \| \| \| \| \| \| \| \| \| \| \| \| \| \| \| \| \| \| \| \| \| \| \| \| \| \| \| \| \| \| \| \| \| \| \| \| \| \| \| \| \| \| \| \| \| \| \| \| \| \| \| \| \| 28. Rey Jacobo I de Chipre \| \| \| \| \| \| \| \| \| \| \| \| \| \| \| \| \| \| \| \| \| \| \| \| \| \| \| \| \| \| \| \| \| \| \| \| \| \| \| \| \| \| \| \| \| \| \| \| \| \| \| \| \| \| 14. Rey Jano de Chipre \| \| \| \| \| \| \| \| \| \| \| \| \| \| \| \| \| \| \| \| \| \| \| \| \| \| \| \| \| \| \| \| \| \| \| \| \| \| \| \| \| \| \| \| \| \| \| \| \| \| \| \| \| \| 29. Princesa Helvis de Brunswick-Grubenhagen \| \| \| \| \| \| \| \| \| \| \| \| \| \| \| \| \| \| \| \| \| \| \| \| \| \| \| \| \| \| \| \| \| \| \| \| \| \| \| \| \| \| \| \| \| \| \| \| \| \| \| \| \| \| 7. Princesa Ana de Lusignan \| \| \| \| \| \| \| \| \| \| \| \| \| \| \| \| \| \| \| \| \| \| \| \| \| \| \| \| \| \| \| \| \| \| \| \| \| \| \| \| \| \| \| \| \| \| \| \| \| \| \| \| \| \| 30. Conde Juan I de La Marche \| \| \| \| \| \| \| \| \| \| \| \| \| \| \| \| \| \| \| \| \| \| \| \| \| \| \| \| \| \| \| \| \| \| \| \| \| \| \| \| \| \| \| \| \| \| \| \| \| \| \| \| \| \| 15. Princesa Carlota de Borbón-La Marche \| \| \| \| \| \| \| \| \| \| \| \| \| \| \| \| \| \| \| \| \| \| \| \| \| \| \| \| \| \| \| \| \| \| \| \| \| \| \| \| \| \| \| \| \| \| \| \| \| \| \| \| \| \| 31. Princesa Catalina de Vendôme \| \| \| \| \| \| \| \| \| \| \| \| \| \| \| \| \| \| \| \| \| \| \| \| \| \| \| \| \| \| \| \| \| \| \| \| \| \| \| \| \| \| \| \| \| \| \| \| \| \| \| \| |                                              |  |  |  |  |  |  |  |  |  |  |  |  |  |  |  |
| |                                              |  |  |  |  |  |  |  |  |  |  |  |  |  |  |  |
| | 16. Rey Carlos V de Francia                  |  |  |  |  |  |  |  |  |  |  |  |  |  |  |  |
| |                                              |  |  |  |  |  |  |  |  |  |  |  |  |  |  |  |
| |                                              |  |  |  |  |  |  |  |  |  |  |  |  |  |  |  |
| | 8. Rey Carlos VI de Francia                  |  |  |  |  |  |  |  |  |  |  |  |  |  |  |  |
| |                                              |  |  |  |  |  |  |  |  |  |  |  |  |  |  |  |
| |                                              |  |  |  |  |  |  |  |  |  |  |  |  |  |  |  |
| | 17. Princesa Juana de Borbón                 |  |  |  |  |  |  |  |  |  |  |  |  |  |  |  |
| |                                              |  |  |  |  |  |  |  |  |  |  |  |  |  |  |  |
| |                                              |  |  |  |  |  |  |  |  |  |  |  |  |  |  |  |
| | 4. Rey Carlos VII de Francia                 |  |  |  |  |  |  |  |  |  |  |  |  |  |  |  |
| |                                              |  |  |  |  |  |  |  |  |  |  |  |  |  |  |  |
| |                                              |  |  |  |  |  |  |  |  |  |  |  |  |  |  |  |
| | 18. Duque Esteban III de Baviera             |  |  |  |  |  |  |  |  |  |  |  |  |  |  |  |
| |                                              |  |  |  |  |  |  |  |  |  |  |  |  |  |  |  |
| |                                              |  |  |  |  |  |  |  |  |  |  |  |  |  |  |  |
| | 9. Princesa Isabel de Baviera-Ingolstadt     |  |  |  |  |  |  |  |  |  |  |  |  |  |  |  |
| |                                              |  |  |  |  |  |  |  |  |  |  |  |  |  |  |  |
| |                                              |  |  |  |  |  |  |  |  |  |  |  |  |  |  |  |
| | 19. Princesa Tadea Visconti                  |  |  |  |  |  |  |  |  |  |  |  |  |  |  |  |
| |                                              |  |  |  |  |  |  |  |  |  |  |  |  |  |  |  |
| |                                              |  |  |  |  |  |  |  |  |  |  |  |  |  |  |  |
| | 2. Rey Luis XI de Francia                    |  |  |  |  |  |  |  |  |  |  |  |  |  |  |  |
| |                                              |  |  |  |  |  |  |  |  |  |  |  |  |  |  |  |
| |                                              |  |  |  |  |  |  |  |  |  |  |  |  |  |  |  |
| | 20. Rey Luis I de Anjou                      |  |  |  |  |  |  |  |  |  |  |  |  |  |  |  |
| |                                              |  |  |  |  |  |  |  |  |  |  |  |  |  |  |  |
| |                                              |  |  |  |  |  |  |  |  |  |  |  |  |  |  |  |
| | 10. Rey Luis II de Nápoles                   |  |  |  |  |  |  |  |  |  |  |  |  |  |  |  |
| |                                              |  |  |  |  |  |  |  |  |  |  |  |  |  |  |  |
| |                                              |  |  |  |  |  |  |  |  |  |  |  |  |  |  |  |
| | 21. Princesa María de Blois-Châtillon        |  |  |  |  |  |  |  |  |  |  |  |  |  |  |  |
| |                                              |  |  |  |  |  |  |  |  |  |  |  |  |  |  |  |
| |                                              |  |  |  |  |  |  |  |  |  |  |  |  |  |  |  |
| | 5. Princesa María de Anjou                   |  |  |  |  |  |  |  |  |  |  |  |  |  |  |  |
| |                                              |  |  |  |  |  |  |  |  |  |  |  |  |  |  |  |
| |                                              |  |  |  |  |  |  |  |  |  |  |  |  |  |  |  |
| | 22. Rey Juan I de Aragón                     |  |  |  |  |  |  |  |  |  |  |  |  |  |  |  |
| |                                              |  |  |  |  |  |  |  |  |  |  |  |  |  |  |  |
| |                                              |  |  |  |  |  |  |  |  |  |  |  |  |  |  |  |
| | 11. Princesa Yolanda de Aragón               |  |  |  |  |  |  |  |  |  |  |  |  |  |  |  |
| |                                              |  |  |  |  |  |  |  |  |  |  |  |  |  |  |  |
| |                                              |  |  |  |  |  |  |  |  |  |  |  |  |  |  |  |
| | 23. Princesa Violante de Bar                 |  |  |  |  |  |  |  |  |  |  |  |  |  |  |  |
| |                                              |  |  |  |  |  |  |  |  |  |  |  |  |  |  |  |
| |                                              |  |  |  |  |  |  |  |  |  |  |  |  |  |  |  |
| | 1. Carlos VIII de Francia                    |  |  |  |  |  |  |  |  |  |  |  |  |  |  |  |
| |                                              |  |  |  |  |  |  |  |  |  |  |  |  |  |  |  |
| |                                              |  |  |  |  |  |  |  |  |  |  |  |  |  |  |  |
| | 24. Conde Amadeo VII de Saboya               |  |  |  |  |  |  |  |  |  |  |  |  |  |  |  |
| |                                              |  |  |  |  |  |  |  |  |  |  |  |  |  |  |  |
| |                                              |  |  |  |  |  |  |  |  |  |  |  |  |  |  |  |
| | 12. Duque Amadeo VIII de Saboya              |  |  |  |  |  |  |  |  |  |  |  |  |  |  |  |
| |                                              |  |  |  |  |  |  |  |  |  |  |  |  |  |  |  |
| |                                              |  |  |  |  |  |  |  |  |  |  |  |  |  |  |  |
| | 25. Princesa Bona de Berry                   |  |  |  |  |  |  |  |  |  |  |  |  |  |  |  |
| |                                              |  |  |  |  |  |  |  |  |  |  |  |  |  |  |  |
| |                                              |  |  |  |  |  |  |  |  |  |  |  |  |  |  |  |
| | 6. Duque Luis de Saboya                      |  |  |  |  |  |  |  |  |  |  |  |  |  |  |  |
| |                                              |  |  |  |  |  |  |  |  |  |  |  |  |  |  |  |
| |                                              |  |  |  |  |  |  |  |  |  |  |  |  |  |  |  |
| | 26. Duque Felipe II de Borgoña               |  |  |  |  |  |  |  |  |  |  |  |  |  |  |  |
| |                                              |  |  |  |  |  |  |  |  |  |  |  |  |  |  |  |
| |                                              |  |  |  |  |  |  |  |  |  |  |  |  |  |  |  |
| | 13. Princesa María de Borgoña                |  |  |  |  |  |  |  |  |  |  |  |  |  |  |  |
| |                                              |  |  |  |  |  |  |  |  |  |  |  |  |  |  |  |
| |                                              |  |  |  |  |  |  |  |  |  |  |  |  |  |  |  |
| | 27. Condesa Margarita III de Flandes         |  |  |  |  |  |  |  |  |  |  |  |  |  |  |  |
| |                                              |  |  |  |  |  |  |  |  |  |  |  |  |  |  |  |
| |                                              |  |  |  |  |  |  |  |  |  |  |  |  |  |  |  |
| | 3. Princesa Carlota de Saboya                |  |  |  |  |  |  |  |  |  |  |  |  |  |  |  |
| |                                              |  |  |  |  |  |  |  |  |  |  |  |  |  |  |  |
| |                                              |  |  |  |  |  |  |  |  |  |  |  |  |  |  |  |
| | 28. Rey Jacobo I de Chipre                   |  |  |  |  |  |  |  |  |  |  |  |  |  |  |  |
| |                                              |  |  |  |  |  |  |  |  |  |  |  |  |  |  |  |
| |                                              |  |  |  |  |  |  |  |  |  |  |  |  |  |  |  |
| | 14. Rey Jano de Chipre                       |  |  |  |  |  |  |  |  |  |  |  |  |  |  |  |
| |                                              |  |  |  |  |  |  |  |  |  |  |  |  |  |  |  |
| |                                              |  |  |  |  |  |  |  |  |  |  |  |  |  |  |  |
| | 29. Princesa Helvis de Brunswick-Grubenhagen |  |  |  |  |  |  |  |  |  |  |  |  |  |  |  |
| |                                              |  |  |  |  |  |  |  |  |  |  |  |  |  |  |  |
| |                                              |  |  |  |  |  |  |  |  |  |  |  |  |  |  |  |
| | 7. Princesa Ana de Lusignan                  |  |  |  |  |  |  |  |  |  |  |  |  |  |  |  |
| |                                              |  |  |  |  |  |  |  |  |  |  |  |  |  |  |  |
| |                                              |  |  |  |  |  |  |  |  |  |  |  |  |  |  |  |
| | 30. Conde Juan I de La Marche                |  |  |  |  |  |  |  |  |  |  |  |  |  |  |  |
| |                                              |  |  |  |  |  |  |  |  |  |  |  |  |  |  |  |
| |                                              |  |  |  |  |  |  |  |  |  |  |  |  |  |  |  |
| | 15. Princesa Carlota de Borbón-La Marche     |  |  |  |  |  |  |  |  |  |  |  |  |  |  |  |
| |                                              |  |  |  |  |  |  |  |  |  |  |  |  |  |  |  |
| |                                              |  |  |  |  |  |  |  |  |  |  |  |  |  |  |  |
| | 31. Princesa Catalina de Vendôme             |  |  |  |  |  |  |  |  |  |  |  |  |  |  |  |
| |                                              |  |  |  |  |  |  |  |  |  |  |  |  |  |  |  |
| |                                              |  |  |  |  |  |  |  |  |  |  |  |  |  |  |  |

## Sucesión
| Predecesor: Luis XI                               | Rey de Francia 30 de agosto de 1483-7 de abril de 1498     | Sucesor: Luis XII                                   |
| Predecesor: Francisco de Francia (Indirectamente) | Delfín de Francia 30 de junio de 1470-30 de agosto de 1483 | Sucesor: Carlos Orlando de Francia (Indirectamente) |
| Predecesor: Alfonso II                            | Rey de Nápoles (invasor) 1495-1496                         | Sucesor: Fernando II                                |